# Microdynerus lissosomus
Microdynerus lissosomus är en stekelart som först beskrevs av Richard Mitchell Bohart 1940.  Microdynerus lissosomus ingår i släktet Microdynerus och familjen Eumenidae. Inga underarter finns listade i Catalogue of Life.